# ايمانويلي باديلا
ايمانويلي باديلا (بالإيطالية: Emanuele Padella) (24 سبتمبر 1988 بروما في إيطاليا - ) هو لاعب كرة قدم إيطالي في مركز الدفاع. لعب مع نادي بارما ونادي بينيفينتو ونادي فيرتوس إينتيلا ونادي براتو وAtletico Roma FC ‏ ونادي غروسيتو.

## روابط خارجية
- ايمانويلي باديلا على موقع قاعدة بيانات كرة القدم.إي يو (الإنجليزية)
- ايمانويلي باديلا على موقع Soccerway.com (الإنجليزية)
- ايمانويلي باديلا على موقع عالم كرة القدم.نت (الإنجليزية)